# جیمز رانسون
جیمز رانسون (به انگلیسی: James Ransone) (زاده ۲ ژوئن ۱۹۷۹) بازیگر آمریکایی است.
از فیلم‌های معروف او می‌توان به بازی در در دره خشونت، متولد ماه می، سرسره برقی و استارلت اشاره کرد.